# Horst von Usedom
Horst Viktor von Usedom (* 9. März 1906 in Celle; † 14. Oktober 1970 in Gauting) war ein deutscher Offizier, zuletzt Generalmajor im Zweiten Weltkrieg.

## Leben

### Herkunft
Horst von Usedom war des älteste Sohn des späteren Generalmajors Ewald von Usedom (* 25. Januar 1881;  † 15. August 1973)  und seiner ersten Ehefrau Elisabeth, geb. Lindenberg. Ihr Familienzweig wird in der Fachliteratur zum Briefadel zugehörig anerkannt.

### Werdegang
Horst von Usedom wurde Kommandeur des Kradschützen-Bataillon 61 bei der 11. Panzer-Division und erhielt als Major für die Führung des Bataillons am 31. Dezember 1941 das Ritterkreuz des Eisernen Kreuzes verliehen. Von Oktober 1942 bis März 1944 war er Kommandeur des Panzergrenadier-Regiments 67 bei der neu aufgestellten 26. Panzer-Division. Später wurde er Kommandeur des Panzergrenadier-Regiments 108 bei der 14. Panzer-Division, welche im Kurland kämpfte. Als im Januar 1945 die Panzerbrigade Kurland aufgestellt wurde, wurde von Usedom deren Kommandeur. Als 809. Soldat der Wehrmacht wurde er in dieser Position am 28. März 1945 mit dem Eichenlaub zum Ritterkreuz des Eisernen Kreuzes ausgezeichnet.
Er führte vom 14. April 1945 bis zur Kapitulation im Kurland-Kessel als Kommandeur die 12. Panzer-Division. Danach kam er in sowjetische Kriegsgefangenschaft.

### Familie
Am 14. September 1935 heiratete er in Frankfurt am Main Eugenie Ergmann (* 1912).